# Lope Lopez de Haro

Antigo brasão da casa de Haro, titulares do Senhorio de Biscaia entre os séculos XI e XIV. A sua composição foi herdada por numerosos municípios da Biscaia.

Lope Lopez de Haro (ca. 1220 -?) O rapaz, filho de Lope Díaz II de Haro, 6.º senhor da Biscaia e de Urraca Afonso de Leão, filha do rei Afonso IX de Leão e Castela e de Inês Iñiguez de Mendonça, foi um nobre do Reino de Castela onde teve o senhorio de La Guardia.

## Matrimónio e descendência
Casou com Maior Gonçales Girão, filha de Gonçalo Rodrigues Girão e de sua segunda esposa Marquesa Peres, de quem teve:
- Ruy Lopes de Baeza casou com Sancha Ponce.
- Berengaria Lopes de Haro, abadessa no Mosteiro de Las Huelgas.[a]
- Inês Lopes de Haro[b]